# 玩命關頭5
《玩命關頭5》（英語：或），2011年美國犯罪動作片，由林詣彬導演，為《玩命關頭系列》的第五部電影，馮·迪索和保羅·沃克兩位主演繼《玩命關頭》和《玩命關頭4》之後第三次共同主演。劇情设置仍然處於第三集之前。本集中飆車場面只有一場，看點更著重於驚險且連貫地動作場景，尤其是最後一段火爆的搶劫和躲避警方追捕的過程更讓觀眾驚呼連連。
电影大部分场景在波多黎各拍摄，里约热内卢、亚特兰大和加州等地也有一些拍摄。

## 劇情
唐米尼克·泰瑞托被判刑25年後被囚車押送至監獄途中被布萊恩、妹妹蜜雅等人用跑車劫囚而逃出。幾個月後，遭到通緝的布萊恩和蜜雅逃亡至巴西里約熱內盧，來到當地貧民窟後被原來的夥伴文斯收留。之後文斯向他們倆介紹了一個任務，就是協助一個犯罪集團劫取在一列火車上的幾台車子，布萊恩與蜜雅因為急需用錢而決定合作。在火車上，布萊恩與蜜雅得知這些車子被美國緝毒局扣押，同時文斯與唐老大則跟對方前來會合，但唐老大卻讓蜜雅開走了對方想要的一台福特GT40。雙方在交戰中打死了3名緝毒局探員，布萊恩與唐老大則被對方抓獲，遇見對方的老闆，里約熱內盧的犯罪之王赫南·雷耶斯。雷耶斯說自己一定會不惜任何代價去要回GT40，但唐老大與布萊恩還是在互相合作下逃跑。
布萊恩與唐老大回到藏身倉庫後與蜜雅團圓，得知美國政府因爲緝毒署探員被殺的事情，已經派了一個高手來到里約熱內盧負責追捕他們，美國外交安全局探員路克·哈伯斯，哈伯斯向當地警察請了一名普通女警官艾琳娜·娜薇絲作爲翻譯和支援後，開始調查唐老大他們的一舉一動。唐老大將GT40拆開，看看是否有重要的東西在裡面，文斯回到了倉庫後打算暗中從零件中取出一塊芯片然後歸還予雷耶斯，目睹一切的唐老大在無法接受之下將文斯趕走，而芯片經布萊恩的檢查後發現載有雷耶斯所有洗錢地點與販賣毒品的資料。一早，雷耶斯的民兵隊進攻了唐老大等人的藏身之處，而哈伯斯率領的隊伍聽到民兵的槍聲後卻也尾隨在後。兩隊也在追捕的同時造成雙方交火，期間艾琳娜制服唐老大時民兵卻圍攻他們倆，唐老大在救了艾琳娜之後逃脫，而一物降一物，對付唐老大的民兵全部被哈伯斯解決，布萊恩和蜜雅亦成功逃脫。
三人逃出後原本想決定分散，但布萊恩得知蜜雅懷孕後決定與其逃亡還不如做一件大事，因此三人決定搶走雷耶斯所有的錢後就金盆洗手。幾天後，布萊恩與唐老大開始找上曾經跟自己合過作的夥伴韓、羅曼·皮爾斯、李歐、桑托斯、吉賽兒和專攻電腦的泰吉。眾人到達唐老大指定的大本營後相識，而布萊恩與唐老大也對所有人說明了情況，唐老大首先與眾人襲擊了雷耶斯的其中一個洗錢倉庫後將錢全部燒毀，雷耶斯得到消息後命令自己的手下把所有的錢全部轉移走，而唐老大等人也跟上了所有的運錢隊伍，但卻發現雷耶斯藏錢地點在里約警察總部。
於是，眾人計畫用偷偷摸摸的形式來盜走雷耶斯的錢財，羅曼與泰吉用證物盒混進一輛監視器遙控車，观摩了雷耶斯的保險庫：帶有三級電子鎖與生化掌紋掃描的大型保險箱。李歐與桑托斯炸毀了警察局的廁所排泄管後，扮成修水管人員潛入廁所盜取監視器訊號，唐老大與布萊恩通過貧民窟比賽中贏得的車子來訓練技術。韓與羅曼共同訂購了一個雷耶斯所使用的保險庫，吉賽兒通過美色來取得雷耶斯能夠打開保險庫的掌紋。這時，哈伯斯通過路邊監視器對唐老大等人發佈了通緝，唐老大於是將計就計故意暴露自己而將哈伯斯引到路邊的賽車場，並以人數眾多形式將哈伯斯打發走，暗中命令泰吉在哈伯斯的車底下裝追蹤器。
文斯在蜜雅遭到雷耶斯的人追捕時將她救離，因此再度獲得唐老大的信任，並且也加入了計畫中。隔天，所有人已經整裝待發後到各自的位置，但在計畫實施前，哈伯斯找到追蹤器後直接開車出現在唐老大面前。唐老大在與哈伯斯至死對決後決定投降，布萊恩、蜜雅與文斯亦同樣被捕，但在押送過程中，雷耶斯的民兵隊伏擊了車隊，憑著民兵隊那些威力強大的武器，哈伯斯也親眼看到自己的精英隊伍全部死於民兵的手上。民兵正要槍擊哈伯斯之際，被艾琳娜解開了手銬的唐老大、布萊恩與文斯聯合救了他，所有人雖然安全逃離，但文斯卻因為中槍而傷重身亡，死前對唐老大交代照顧好他的家人。唐老大安葬了文斯後決定不會饒過雷耶斯，但當眾人因為心生恐懼而萌生退意時，第一個跳出來說要留下的卻是先前和他們敵對的哈伯斯，因為他也想爲他的隊伍報仇。哈伯斯的加入使眾人收回了退出的念頭，唐老大亦決定靠「引蛇出洞」的形式來完成任務。
計畫開始進行，哈伯斯與艾琳娜開車衝破警察總部的防線後，來到地下車庫撞穿了證物室的牆。唐老大與布萊恩開的兩輛道奇，將保險庫利用自己車後的高級纜索連上後，將整個保險庫拖著走，全速朝蜜雅為他們引導的路線逃離。一刻，全城所有腐敗警察開始追捕他們，而開著警車的韓與羅曼幫他們倆清除了後方的障礙。布萊恩和唐老大到達了河岸高架橋，唐老大讓布萊恩先走後，自行通過加速器和拖行的保險庫撞爛了眼前的所有警車，最後一刻用慣性反應撞毀了雷耶斯的專車。布萊恩開槍打死了雷耶斯的心腹，而哈伯斯趕到後二話不說處決了雷耶斯，命令唐老大和布萊恩將保險庫留下後給予二十四小時逃離。當唐老大與布萊恩安然離去後，哈伯斯檢查了保險庫發現裏面空無一物，才知道他們倆早就利用空檔將真正的保險庫掉包，用之前的複制品來作爲誘餌；而哈伯斯發現自己中計後反而大笑不已。
唐老大與布萊恩回到大本營後，打開保險庫獲得了裏面的一億美金，所有人瞬間歡呼不盡。唐老大分了一筆錢給了文斯的妻兒，其餘的人則是灑著錢各奔東西。布萊恩與蜜雅也在一個安靜的海灘期待自己的孩子，而艾蓮娜成為唐老大的女友，也在最後利用賽車與布萊恩在下一集決了一個勝負。而幾星期後，哈伯斯在華盛頓的外交安全中心工作時，曾經跟布萊恩與羅曼合作過的臥底女警官莫妮卡去找他，向他彙報一個消息：一個賽車團體在柏林劫了一個軍事車隊。哈伯斯在打開檔案時驚訝地發現，其中一個被拍到的女成員，是被眾人認為已逝世的唐老大的前女友莉蒂·歐提茲，而莫妮卡問了他：「你相信鬼嗎？」

## 演員
| 演員                    | 角色                         | 備註 |
| ----------------------- | ---------------------------- | --- |
| 馮·迪索 Vin Diesel      | 當列度 Dominic Toretto       | 主角之一。專業罪犯、賽車手和逃亡者，莉迪的男友，美雅的哥哥。                                                     |
| 保羅·沃克 Paul Walker   | 布萊恩·奧康納 Brian O'Conner | 主角之一。由FBI探員轉變成罪犯，蜜雅的男友，唐老大的搭檔。                                                        |
| 喬丹娜·布魯斯特         | 蜜雅·泰瑞托 Mia Toretto      | 唐老大的妹妹，布萊恩的女友，於本集懷上了布萊恩的孩子。                                                           |
| 泰瑞斯·吉布森           | 羅曼·皮爾斯 Roman Pearce     | 布萊恩的童年朋友，来自邁阿密。                                                                                   |
| 路達克里斯 Ludacris     | 泰吉·帕克 Tej Parker         | 布萊恩和羅曼的朋友，来自邁阿密，主要負責團隊後勤。                                                               |
| 麥特·蘇茲               | 文斯 Vince                   | 劫匪成員，唐童年的朋友，來自洛城，在第一集的洛城劫車事件之後便逃亡到南美洲，已有妻子和兒子並定居巴西里約熱內盧。 |
| 姜成鎬                  | 韓 Han Seoul-Oh              | 唐老大的朋友，曾與他在多明尼加共和國一同行劫的賽車手。                                                           |
| 盖尔·加朵               | 吉賽兒·耶莎 Gisele Yashar    | 前以色列情報及特殊使命局一員，最後與韓發展成一對戀人。                                                           |
| 巨石強森 Dwayne Johnson | 路克·哈柏 Luke Hobbs         | 美國國務院外交安全局外交安全處探員，到巴西緝捕唐老大和布萊恩。                                                   |
| 喬昆迪·艾曼達           | 赫曼·雷耶斯 Hernan Reyes     | 本集反派，巴西里約熱內盧當地的首惡毒梟兼貪污商人，黑白兩道通吃，藉由龐大的財力控制了整個里約地區。               |
| 埃尔莎·帕塔奇           | 艾蓮娜·娜薇絲 Elena Neves    | 里約熱內盧的一名女警，因为丈夫被殺成為警察，被哈柏斯認為是不可能被收買的警察而作為當地嚮導加入哈柏斯的追捕團隊。 |
| 泰戈·卡德隆             | 泰哥·李歐 Tego Leo           | 唐老大的朋友，爆破專家，與桑托為聒噪的二人組。最後和桑托在摩納哥賭場豪賭。                                       |
| 唐·歐馬                 | 尼克·桑托 Rico Santos        | 唐老大的朋友，爆破專家，與李歐為聒噪的二人組。最後和李歐在摩納哥賭場豪賭。                                       |

此外，麥克·爾拜飾演施施（Zizi），雷耶斯的心腹。艾米立・波拉、錢佛南、約戈・康斯坦丁和謝夫·米德分別飾演富斯科（Fusco）、威爾克斯（Wilkes）、查托（Chato）和麥克羅伊（Macroy），他們是美國外交安全處探員、巨石強森的下屬。伊娃·曼德絲於片尾彩蛋回歸客串出演莫妮卡·富恩德斯（Monica Fuentes），曾在由《狂野時速2》與布萊恩合作過的FBI探員。蜜雪兒·羅德里奎茲飾演的莉蒂·歐提茲（Letty Ortiz）以相片形式在片尾彩蛋出現，被莫妮卡交代在《狂野時速4》發生車禍並被開槍打中車輛油箱爆炸後仍然存活。

## 片中車型
- 1963 Ford Galaxy
- 1966 Ford GT40
- 1965 Chevrolet Corvette Grand Sport
- 1967 International Scout
- 1970 Dodge Charger
- 1970 Ford Maverick
- 1972 Nissan Skyline GT-R KPGC-10
- 1972 Pantera Detomaso
- 1996 Toyota Supra RZ
- 2007 Porsche GT3 RS
- 2006 GMC 2500 Yukon
- 2011 Nissan GT-R ( The car at the end of Fast Five Movie)
- 2010 Dodge Challenger ( The car at the end of Fast Five Movie)
- 2010 Subaru Imperza STi
- 2010 Lexus LFA
- 2010 Koenigesgg CCXR Edition（瑞典语：Koenigsegg CCXR Edition）
- 2010 Koenigesgg CCXR Trevita（瑞典语：Koenigsegg CCXR Trevita）
- 2010 Dodge Chargers SRT (Modified Vault Chargers)
- 2011 Dodge Charger Police Interceptor
- 2011 Ducati Street Fighter S (Bike)
- 2011 Train Heist Truck
- 2011 Honda NSX

## 评价
媒体综评69分。爛番茄根據208條評論，本片獲得77%的新鮮度，平均得分6.4/10，觀眾投票獲得83%的分數，平均得分為4.1／5。在Metacritic上，本片獲得66分。Yahoo方面影评人B-，观众评分A，收获了十年间系列最高评价。

## 票房
本片首周末在北美收获了8619万美元，成为四月上映的开画成绩最好的影片；首週海外获得8140万。
台灣方面，首日票房為新台幣1685萬元；最終全台票房為新台幣3.4億元。
| 上一届： 《里約大冒險》 | 2011年美國週末票房冠軍 第17週     | 下一届： 《雷神奇俠》              |
| 上一届： 《雷神奇俠》   | 2011年香港一週票房冠軍 第19週     | 下一届： 《加勒比海盜：魔盜狂潮》  |
| 上一届： 《雷神索爾》   | 2011年台北週末票房冠軍 第18-19週  | 下一届： 《加勒比海盜：魔盜狂潮》  |
| 上一届： 《關雲長》     | 2011年中國內地一周票房冠軍 第20週 | 下一届： 《加勒比海盗4：惊涛怪浪》 |